# Liste der Bodendenkmäler in Weiherhammer
Auf dieser Seite sind die Bodendenkmäler in der Oberpfälzer Gemeinde Weiherhammer zusammengestellt. Diese Tabelle ist eine Teilliste der Liste der Bodendenkmäler in Bayern. Grundlage ist die Bayerische Denkmalliste, die auf Basis des Bayerischen Denkmalschutzgesetzes vom 1. Oktober 1973 erstmals erstellt wurde und seither durch das Bayerische Landesamt für Denkmalpflege geführt wird. Die folgenden Angaben ersetzen nicht die rechtsverbindliche Auskunft der Denkmalschutzbehörde.

## Bodendenkmäler der Gemeinde Weiherhammer

### Bodendenkmäler in der Gemarkung Kaltenbrunn
| Lage                   | Objekt | Akten-Nr.     | Bild |
| ---------------------- | --- | ------------- | ---- |
| Kaltenbrunn (Standort) | Archäologische Befunde des Mittelalters und der frühen Neuzeit im Bereich der Evangelisch-Lutherischen Kirche St. Martin in Kaltenbrunn, darunter die Spuren von Vorgängerbauten bzw. älterer Bauphasen der Kirche sowie der abgegangenen Kirchenbefestigung. Siehe auch: St. Martin (Kaltenbrunn) | D-3-6337-0029 |      |

### Bodendenkmäler in der Gemarkung Mallersricht
| Lage                    | Objekt                                                                                      | Akten-Nr.     | Bild |
| ----------------------- | ------------------------------------------------------------------------------------------- | ------------- | ---- |
| Mallersricht (Standort) | Archäologische Befunde der frühen Neuzeit im Bereich des ehemaligen Schlosses von Trippach. | D-3-6338-0045 |      |